# Pteraster
Pteraster är ett släkte av sjöstjärnor som beskrevs av Müller och Franz Hermann Troschel 1842. Pteraster ingår i familjen knubbsjöstjärnor.

## Dottertaxa tillPteraster, i alfabetisk ordning[1][2]
- Pteraster abyssorum
- Pteraster acicula
- Pteraster affinis
- Pteraster alveolatus
- Pteraster bathami
- Pteraster capensis
- Pteraster caribbaeus
- Pteraster corynetes
- Pteraster coscinopeplus
- Pteraster diaphanus
- Pteraster educator
- Pteraster flabellifer
- Pteraster florifer
- Pteraster fornicatus
- Pteraster gibber
- Pteraster hastatus
- Pteraster hirsutus
- Pteraster hymenasteroides
- Pteraster hystrix
- Pteraster ifurus
- Pteraster jordani
- Pteraster koehleri
- Pteraster marsippus
- Pteraster militarioides
- Pteraster militaris
- Pteraster minutus
- Pteraster multiporus
- Pteraster obesus
- Pteraster obscurus
- Pteraster octaster
- Pteraster personatus
- Pteraster pulvillus
- Pteraster reticulatus
- Pteraster robertsoni
- Pteraster rugatus
- Pteraster rugosus
- Pteraster solitarius
- Pteraster spinosissimus
- Pteraster stellifer
- Pteraster temnochiton
- Pteraster tesselatus
- Pteraster tetracanthus
- Pteraster texius
- Pteraster trigonodon
- Pteraster uragensis